# Le Sappey-en-Chartreuse
Pour les articles homonymes, voir Sappey.
Ne doit pas être confondu avec Le Sappey.
Le Sappey-en-Chartreuse est une commune française de moyenne montagne, située dans le département de l'Isère, en région Auvergne-Rhône-Alpes. Ses habitants sont appelés les Sappeyards.
La commune est située dans le massif de la Chartreuse et adhérente au parc naturel régional de la Chartreuse. 

## Géographie

### Localisation
Le Sappey-en-Chartreuse se situe à 15 km au nord-est de Grenoble, sous les falaises de Chamechaude (2 082 m), le point culminant du massif de la Chartreuse.

### Communes limitrophes

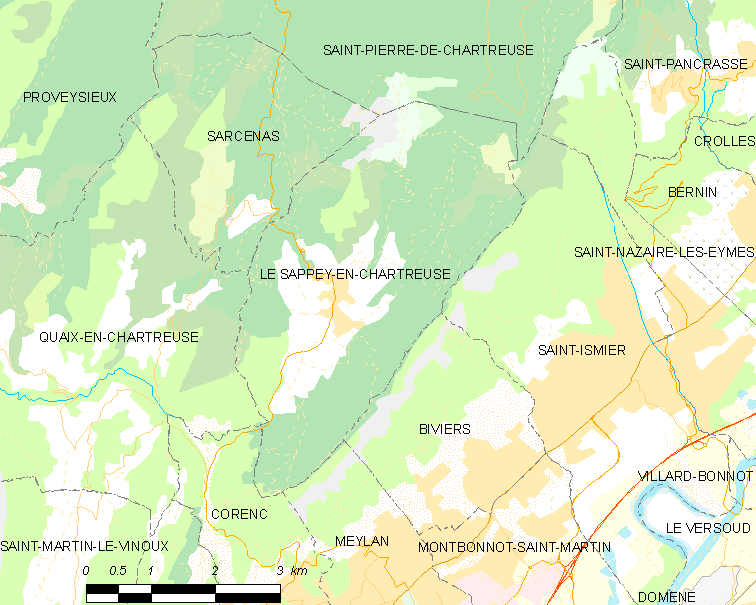
Carte de la commune du Sappey-en-Chartreuse et des communes limitrophes.

| Sarcenas            | Saint-Pierre-de-Chartreuse |              |
| Quaix-en-Chartreuse | Sappey-en-Chartreuse       | Saint-Ismier |
| Corenc              | Meylan                     | Biviers      |

### Géologie et relief

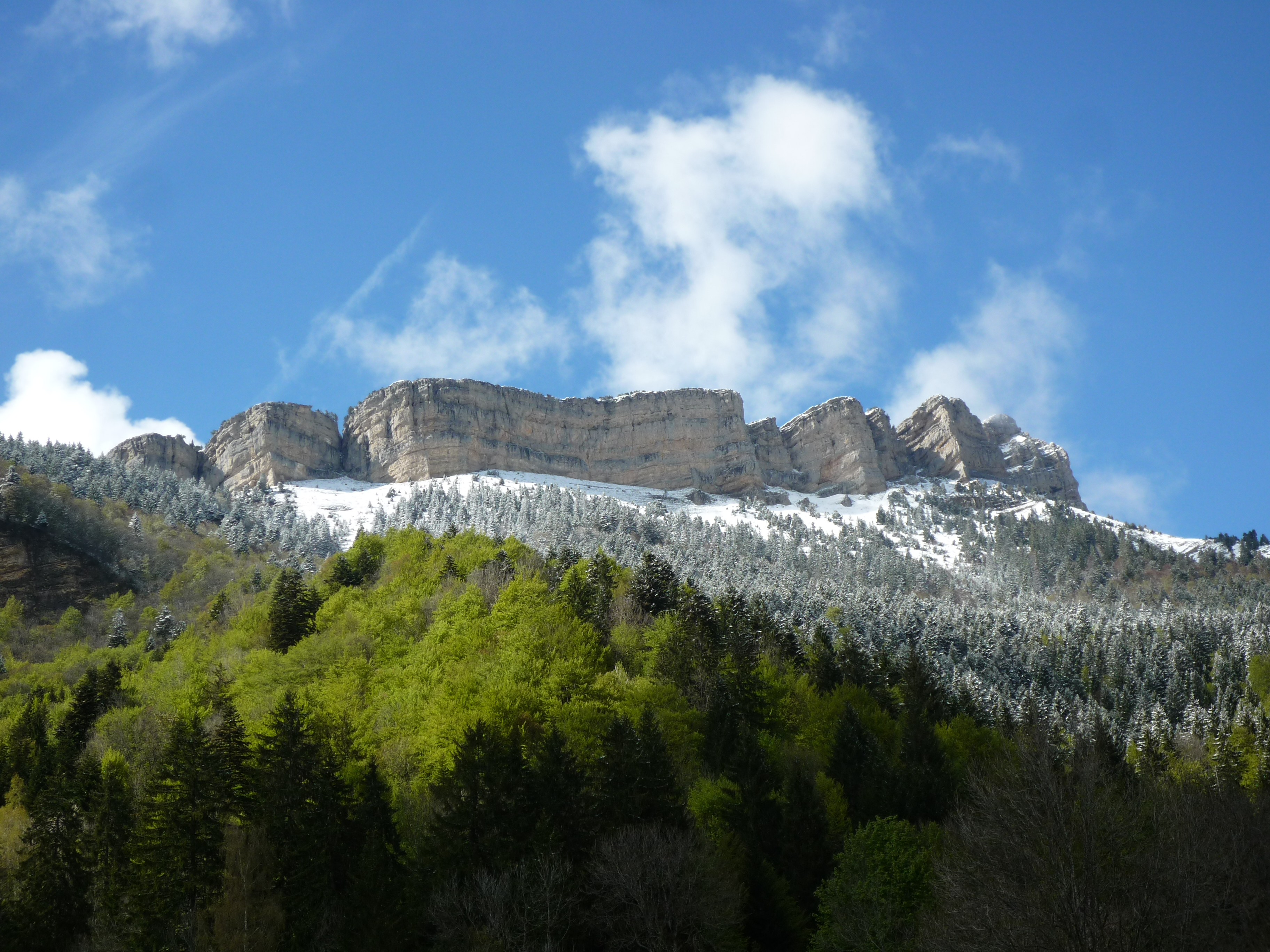
Le Chamechaude vu depuis Le Sappey-en-Chartreuse.

Chamechaude, sommet et point culminant du massif de la Chartreuse, domine la commune dont il détermine la limite avec Sarcenas et Saint-Pierre-de-Chartreuse.
Les « coraux et stromatopores des calcaires urgoniens de Chamechaude » constituent un site géologique remarquable. En 2014, ce site d'intérêt paléontologique est classé « deux étoiles » à l'« Inventaire du patrimoine géologique ».

### Hydrographie
La commune héberge la source de la rivière Vence, au niveau du hameau de Pillonières, un torrent affluent de l'Isère, d'une longueur de 17,2 kilomètres et qu'elle rejoint à Saint-Égrève, après avoir traversé le territoire de la commune voisine de Quaix-en-Chartreuse.

### Climat
Pour des articles plus généraux, voir Climat d'Auvergne-Rhône-Alpes et Climat de l'Isère.
En 2010, le climat de la commune est de type climat de montagne, selon une étude du Centre national de la recherche scientifique s'appuyant sur une série de données couvrant la période 1971-2000. En 2020, Météo-France publie une typologie des climats de la France métropolitaine dans laquelle la commune est exposée à un climat de montagne ou de marges de montagne et est dans la région climatique Alpes du nord, caractérisée par une pluviométrie annuelle de 1 200 à 1 500 mm, irrégulièrement répartie en été.
Pour la période 1971-2000, la température annuelle moyenne est de 7,8 °C, avec une amplitude thermique annuelle de 16,2 °C. Le cumul annuel moyen de précipitations est de 1 492 mm, avec 8,9 jours de précipitations en janvier et 8,6 jours en juillet. Pour la période 1991-2020, la température moyenne annuelle observée sur la station météorologique de Météo-France la plus proche, « Grenoble - Lvd », sur la commune du Versoud à 8 km à vol d'oiseau, est de 12,6 °C et le cumul annuel moyen de précipitations est de 981,1 mm,. Pour l'avenir, les paramètres climatiques de la commune estimés pour 2050 selon différents scénarios d'émission de gaz à effet de serre sont consultables sur un site dédié publié par Météo-France en novembre 2022.

### Voies de communication et transports

#### Voies routières
La route de la Chartreuse (D 512) est le principal accès à la commune :
- depuis Grenoble / La Tronche : D 512 (via Corenc puis le col de Vence) ;
- depuis Grenoble / Saint-Martin-le-Vinoux : D 57 jusqu'au col de Clémencières, D 57F jusqu'au col de Vence, D 512 ;
- depuis Grenoble / Saint-Égrève : D 105 et D 105a (via Quaix-en-Chartreuse) jusqu'au col de Clémencières, D 57F jusqu'au col de Vence, D 512.

Vers l'amont, la route de la Chartreuse permet l'accès à Sarcenas (via le col de Palaquit) et à Saint-Pierre-de-Chartreuse (via le col de Porte).
En période hivernale, la route nécessite des équipements spéciaux, et dispose de deux aires de chainage (après Corenc et au col de Vence).

#### Transports en commun
La commune est desservie par la ligne N62 des Transports de l'agglomération grenobloise, ayant pour terminus le musée de Grenoble.

## Urbanisme

### Typologie
Au 1er janvier 2024, Le Sappey-en-Chartreuse est catégorisé bourg rural, selon la nouvelle grille communale de densité à sept niveaux définie par l'Insee en 2022.
Elle est située hors unité urbaine. Par ailleurs la commune fait partie de l'aire d'attraction de Grenoble, dont elle est une commune de la couronne,. Cette aire, qui regroupe 204 communes, est catégorisée dans les aires de 700 000 habitants ou plus (hors Paris),.

### Occupation des sols
L'occupation des sols de la commune, telle qu'elle ressort de la base de données européenne d’occupation biophysique des sols Corine Land Cover (CLC), est marquée par l'importance des forêts et milieux semi-naturels (80,2 % en 2018), une proportion sensiblement équivalente à celle de 1990 (80,9 %). La répartition détaillée en 2018 est la suivante : 
forêts (73,6 %), prairies (14,4 %), zones urbanisées (5,4 %), espaces ouverts, sans ou avec peu de végétation (4,2 %), milieux à végétation arbustive et/ou herbacée (2,4 %). L'évolution de l’occupation des sols de la commune et de ses infrastructures peut être observée sur les différentes représentations cartographiques du territoire : la carte de Cassini (XVIIIe siècle), la carte d'état-major (1820-1866) et les cartes ou photos aériennes de l'IGN pour la période actuelle (1950 à aujourd'hui).

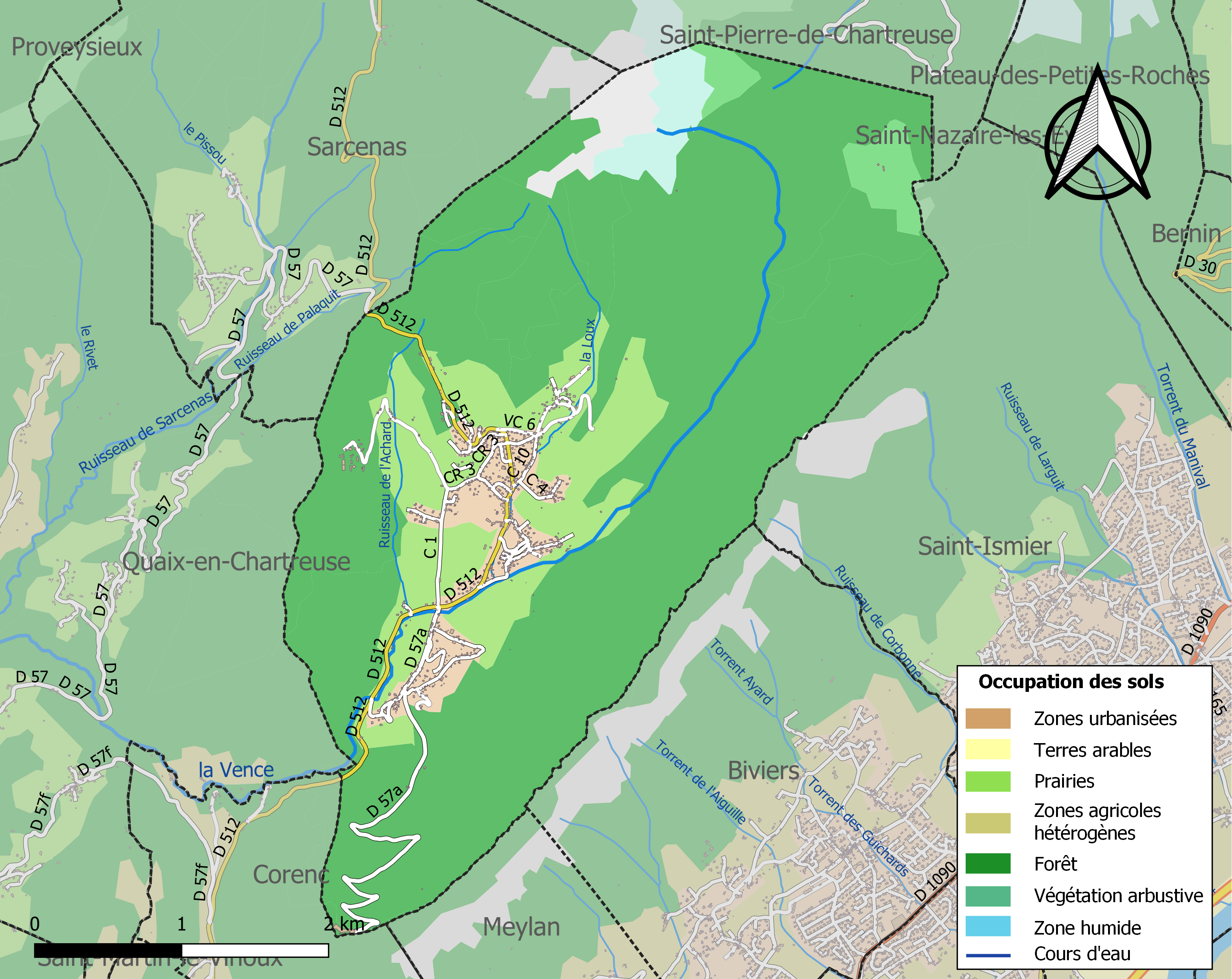
Carte des infrastructures et de l'occupation des sols de la commune en 2018 (CLC).

### Hameaux, lieux-dits et écarts

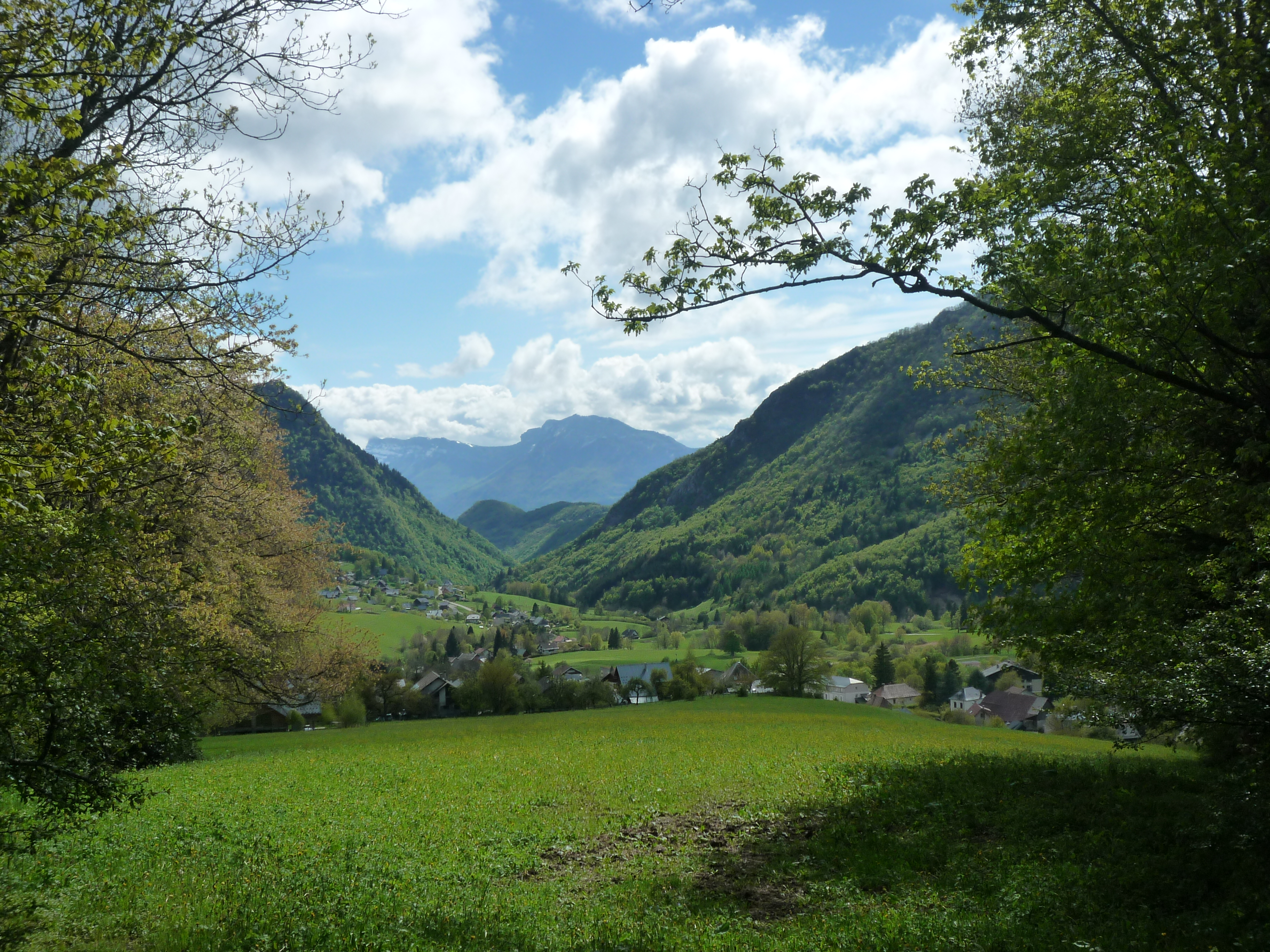
Le hameau de Jaillères.

Une trentaine de hameaux constituent le village :
- Bens
- Bordelière
- Boulière
- Giroudon
- Jaillères
- L'Achard
- L'Oie
- La Charmette
- La Croix du Rocher
- La Faurie
- La Toue
- La Virette
- Le Bourg
- Le Champ du chemin
- Le Churut
- Le Gouillat
- Le Mollard
- Le Pont de Vence
- Les Beauches
- Les Combes
- Les Echos
- Les Forts
- Les Quartelées
- Les Sagnes
- Long Jarret
- Mollard Giroud
- Les Pillonnières
- Prallières
- Pré Janot

Les principaux sont, du nord au sud, Le Churut, Le Mollard, Jaillères, Le Mollard Giroud et Les Pillonnières.
Le hameau du Churut (1 099 m) fut enseveli il y a longtemps par l'éboulement d'une partie de Chamechaude. La partie de la montagne où la roche se détacha s'appelle aujourd'hui Roche Rousse.

### Risques naturels et technologiques

#### Risques sismiques
L'ensemble du territoire du Sappey-en-Chartreuse est situé en zone de sismicité no 4 (sur une échelle de 1 à 5), comme l'ensemble des communes de l'agglomération grenobloise.
| Type de zone | Niveau            | Définitions (bâtiment à risque normal) |
| ------------ | ----------------- | -------------------------------------- |
| Zone 4       | Sismicité moyenne | accélération = 1,6 m/s2                |

## Histoire

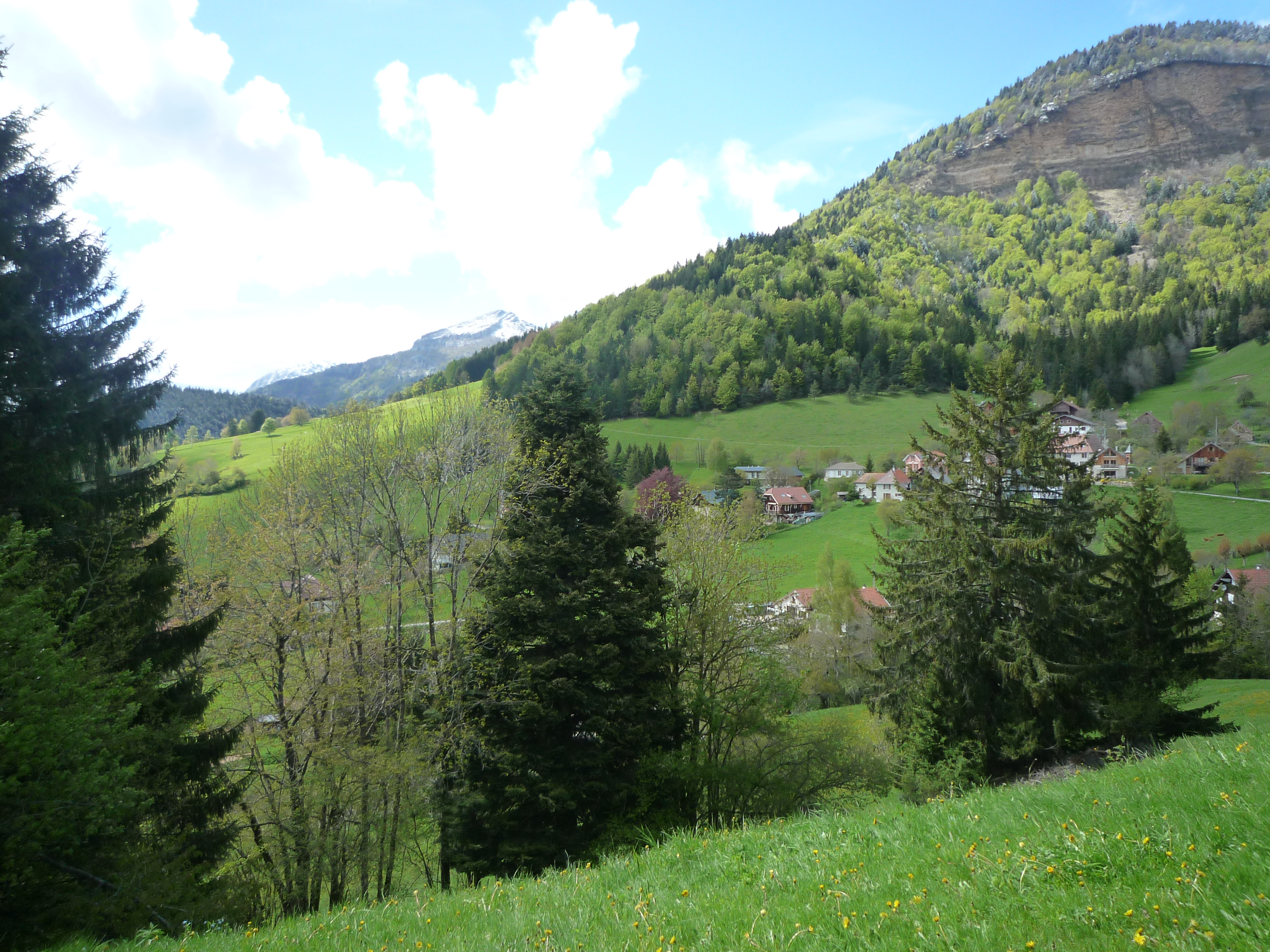
Le hameau du Churut.

Aucune présence de maisons fortes ou châteaux du Moyen Âge est attestée sur la commune.
Le Sappey-en-Chartreuse est un village qui vivait et vit encore en partie de l'agriculture et de la forêt. Sa situation sur la route entre Grenoble et la Grande Chartreuse a permis le développement d'une activité d'accueil touristique entre les deux guerres. Jusqu'à dix hôtels y ont été exploités, conduisant au développement d'une offre touristique. L'accueil d'enfants pour la qualité du climat est un fait marquant de l'histoire avec ses implications pendant la seconde guerre mondiale qui conduisit deux Sappeyards à devenir des justes en sauvant des enfants juifs. L'hôtel « le Bon Abri » a reçu un nombre important de célébrités du cinéma (Aznavour, Deneuve, Depardieu, Carné, etc.) qui permet de retrouver le village dans quelques films classiques du cinéma français.

### Tendances politiques et résultats

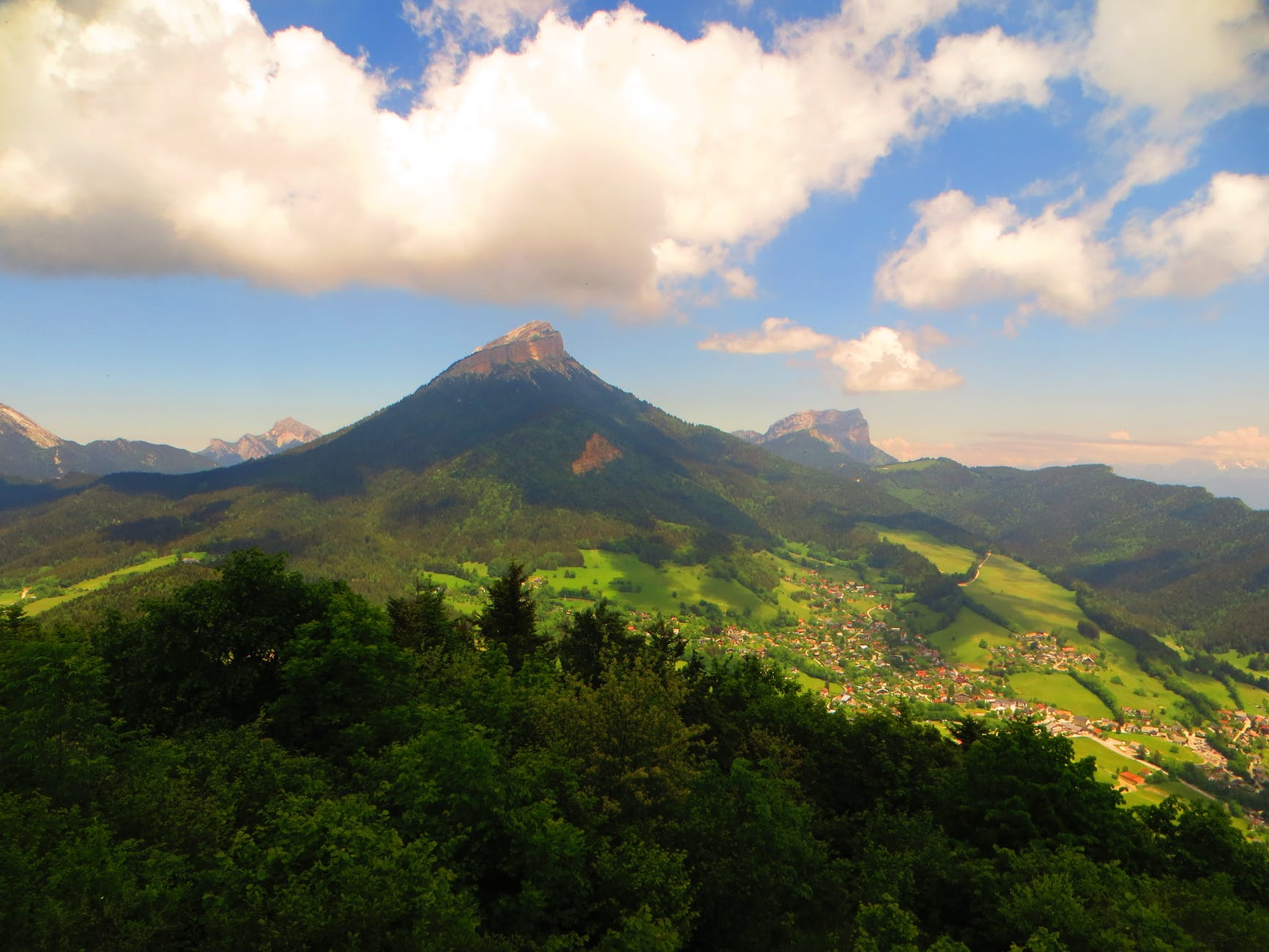
Vue du Sappey en Chartreuse et de Chamechaude depuis l'Ecoutoux

### Politique environnementale

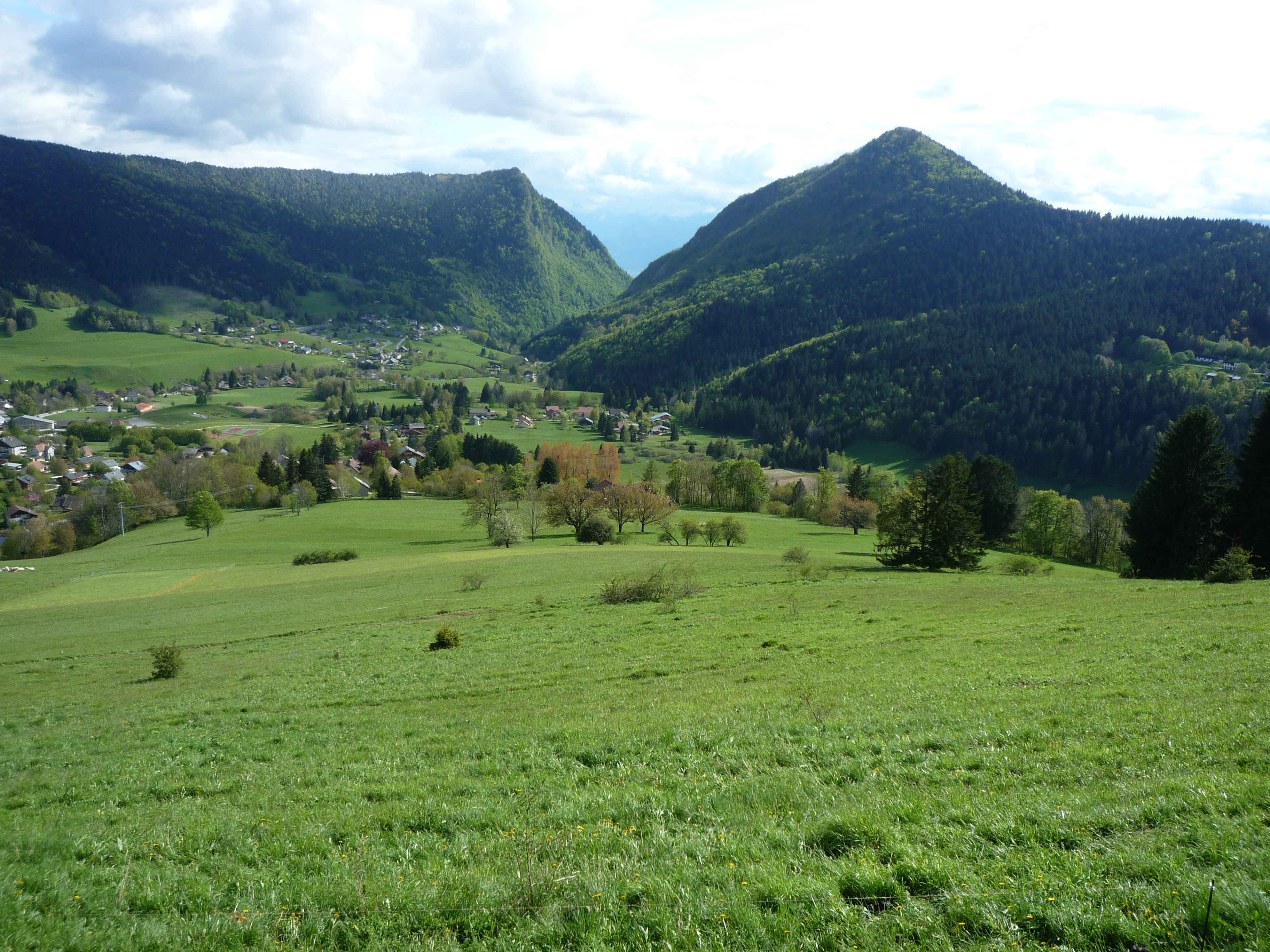
Le hameau du Mollard.

## Politique et administration

### Liste des maires

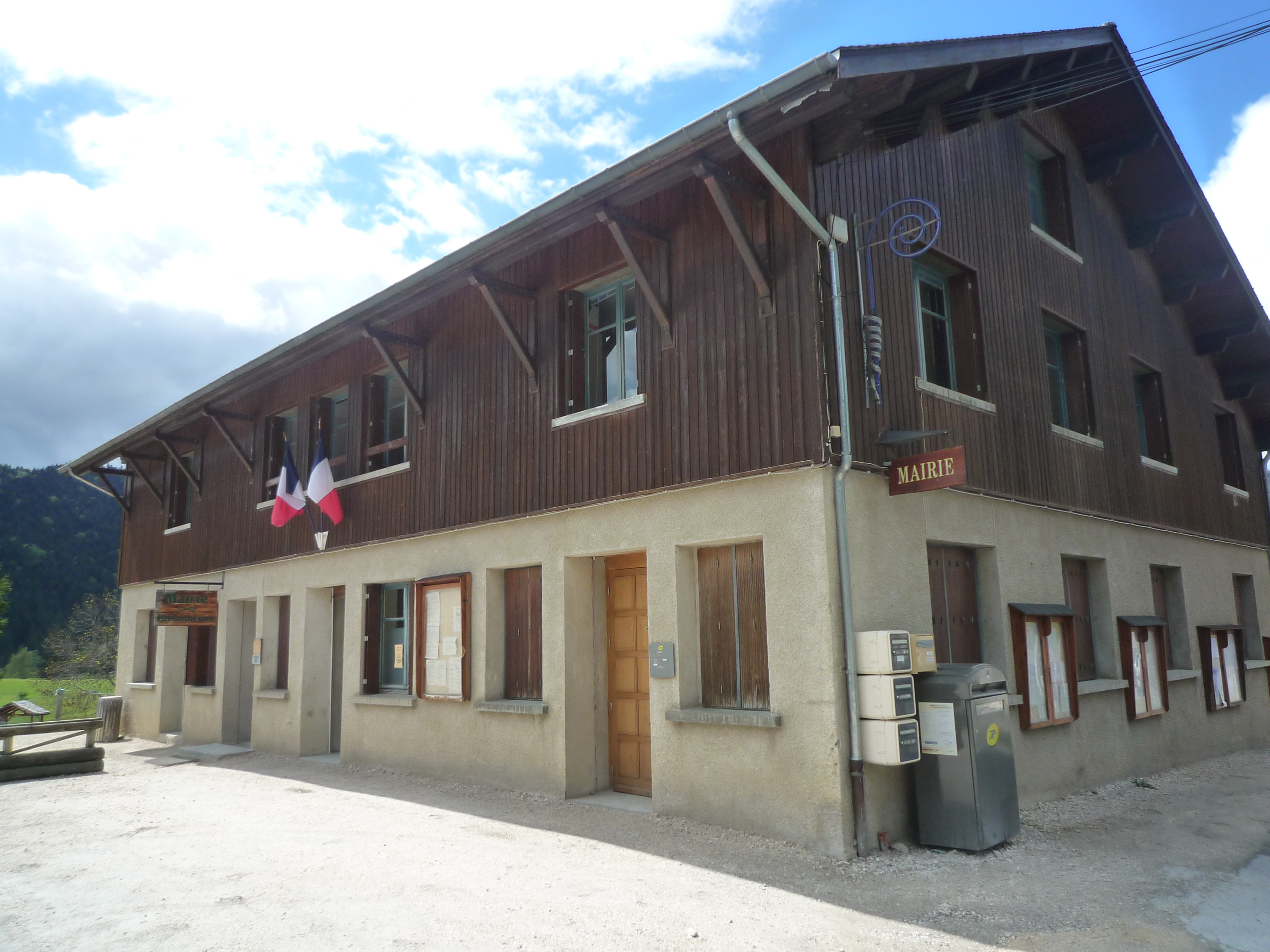
La mairie.

| Période                                  | Période    | Identité               | Étiquette | Qualité |
| ---------------------------------------- | ---------- | ---------------------- | --------- | --- |
| mars 1989                                | mars 1995  | Jean Barbet            |           | |
| mars 1995                                | mars 2001  | Marie-Noëlle Gagnepain |           | |
| mars 2001                                | mars 2008  | Roger Caracache        |           | |
| mars 2008                                | avril 2014 | Jean Barbet            |           | |
| avril 2014                               | En cours   | Dominique Escaron      | UDI       | Chef d'entreprise Conseiller départemental suppléant (2015-2021) Président du parc naturel régional de Chartreuse (2016-en cours) |
| Les données manquantes sont à compléter. |            |                        |           | |

## Population et société

### Démographie
L'évolution du nombre d'habitants est connue à travers les recensements de la population effectués dans la commune depuis 1793. Pour les communes de moins de 10 000 habitants, une enquête de recensement portant sur toute la population est réalisée tous les cinq ans, les populations de référence des années intermédiaires étant quant à elles estimées par interpolation ou extrapolation. Pour la commune, le premier recensement exhaustif entrant dans le cadre du nouveau dispositif a été réalisé en 2004.

En 2022, la commune comptait 1 154 habitants, en évolution de +3,68 % par rapport à 2016 (Isère : +3,07 %, France hors Mayotte : +2,11 %).
| 1793 | 1800 | 1806 | 1821 | 1831 | 1836 | 1841 | 1846 | 1851 |
| ---- | ---- | ---- | ---- | ---- | ---- | ---- | ---- | ---- |
| 320  | 344  | 369  | 384  | 420  | 438  | 400  | 405  | 385  |

| 1856 | 1861 | 1866 | 1872 | 1876 | 1881 | 1886 | 1891 | 1896 |
| ---- | ---- | ---- | ---- | ---- | ---- | ---- | ---- | ---- |
| 368  | 367  | 356  | 379  | 387  | 376  | 404  | 403  | 358  |

| 1901 | 1906 | 1911 | 1921 | 1926 | 1931 | 1936 | 1946 | 1954 |
| ---- | ---- | ---- | ---- | ---- | ---- | ---- | ---- | ---- |
| 333  | 333  | 357  | 322  | 346  | 343  | 318  | 240  | 305  |

| 1962 | 1968 | 1975 | 1982 | 1990 | 1999 | 2004 | 2006  | 2009  |
| ---- | ---- | ---- | ---- | ---- | ---- | ---- | ----- | ----- |
| 234  | 285  | 371  | 557  | 762  | 942  | 995  | 1 007 | 1 069 |

| 2014  | 2019  | 2022  | - | - | - | - | - | - |
| ----- | ----- | ----- | - | - | - | - | - | - |
| 1 120 | 1 133 | 1 154 | - | - | - | - | - | - |

### Enseignement

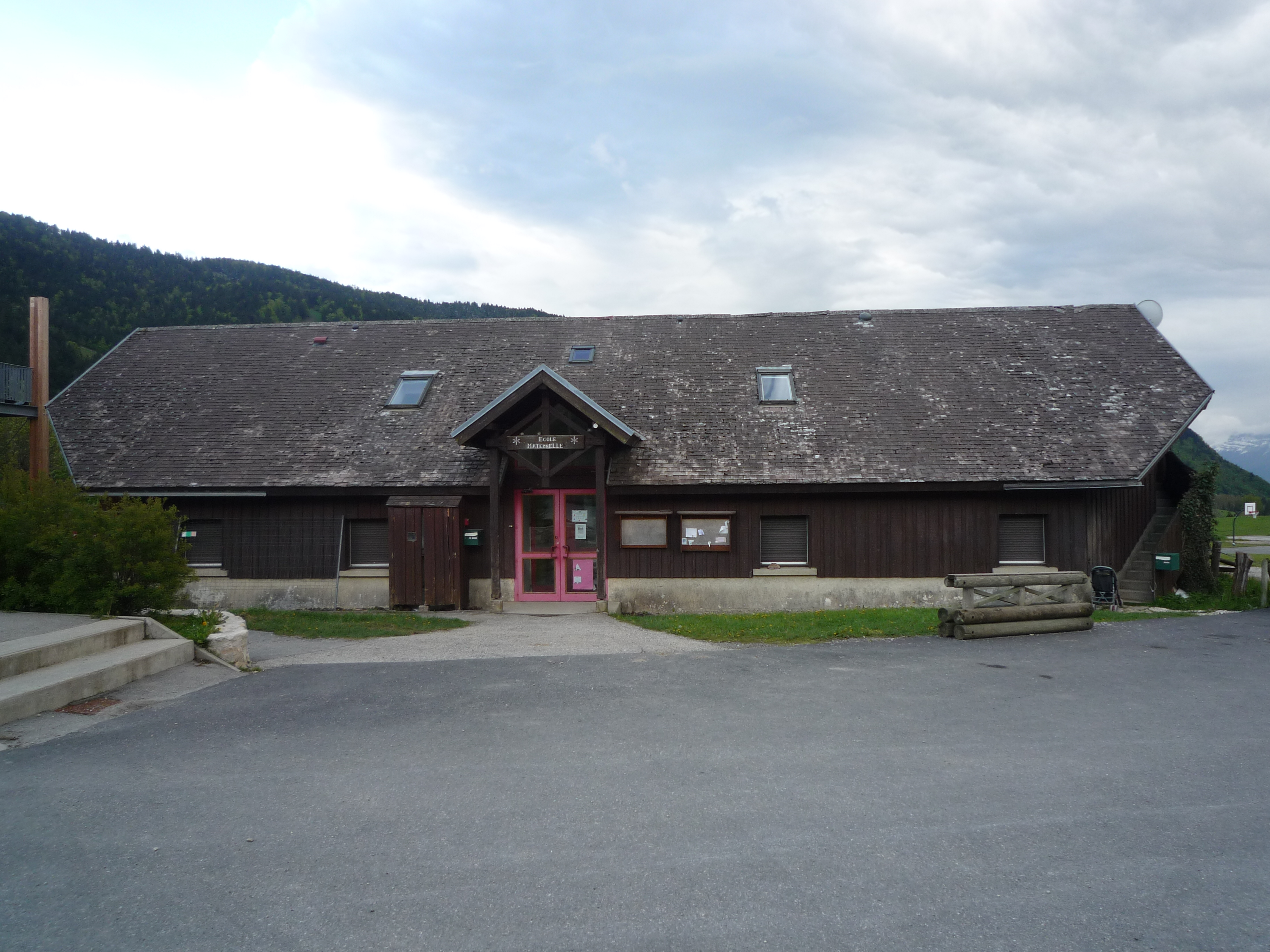
L'école maternelle.

Rattachée à l'académie de Grenoble, la commune comprend une école maternelle de trois classes (66 élèves) et une école élémentaire de cinq classes (95 élèves), composant le groupe scolaire Albert Jail.

### Manifestations culturelles et festivités
- Depuis 2008, chaque mois de septembre se déroule le festival des Baluchons, proposant des spectacles vivants et des concerts de musique en plein air.
- Un salon de peinture annuel en juillet.
- Une fête artisanale le premier dimanche de juillet.
- Un marché de Noël le premier dimanche de décembre.

### Sports
Le village propose :
- Un domaine de ski alpin, avec six pistes (deux vertes, deux bleues, deux rouges) équipées de cinq remontées mécaniques (quatre téléskis et un fil neige) sur les pentes du Mont Saint-Eynard.
- Un domaine de ski nordique[25], avec 40 km de pistes (alternatif et skating, tous niveaux), autour de Chamechaude.
- Des itinéraires raquettes en libre accès.

Ainsi que :
- De nombreux sentiers de randonnées
- Jeux de combat de groupes en plein-air à Battlefield Rhône-Alpes - Indian Forest Chartreuse.
- Indian Forest Chartreuse, parc acrobatique, parcours d'aventure dans la forêt.
- Centre équestre du Domaine de Bens, proposant des cours et stages d'équitation ainsi qu'une activité de sport études.

L'ascension du Sappey-en-Chartreuse (1 003 m) était au programme de l'arrivée de la 6e étape du critérium du Dauphiné 2021, et la montée classée en 3e catégorie. Alejandro Valverde remportait cette étape.

### Médias

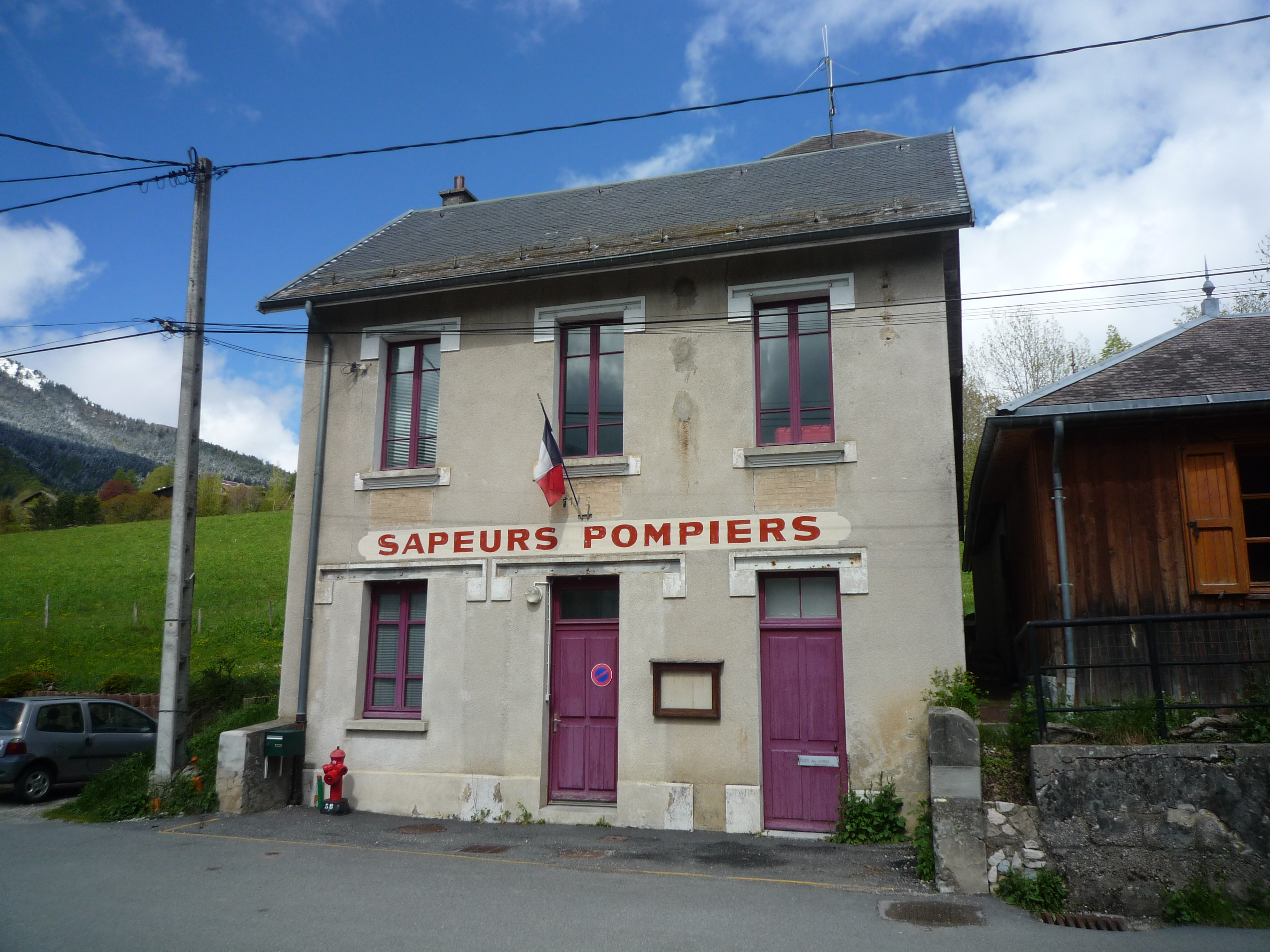
L'ancienne caserne de pompiers située à côté de la mairie.

Le quotidien Le Dauphiné Libéré consacre dans son édition de l'agglomération grenobloise des articles sur l'actualité du village.

### Cultes
La communauté catholique de la commune et l'église du Sappey sont rattachées à la paroisse Saint Matthieu du Saint Eynard, elle-même rattachée au diocèse de Grenoble-Vienne.

## Économie
La commune fait partie de l'aire géographique de production et de transformation du « Bois de Chartreuse », la première AOC de la filière Bois en France,.

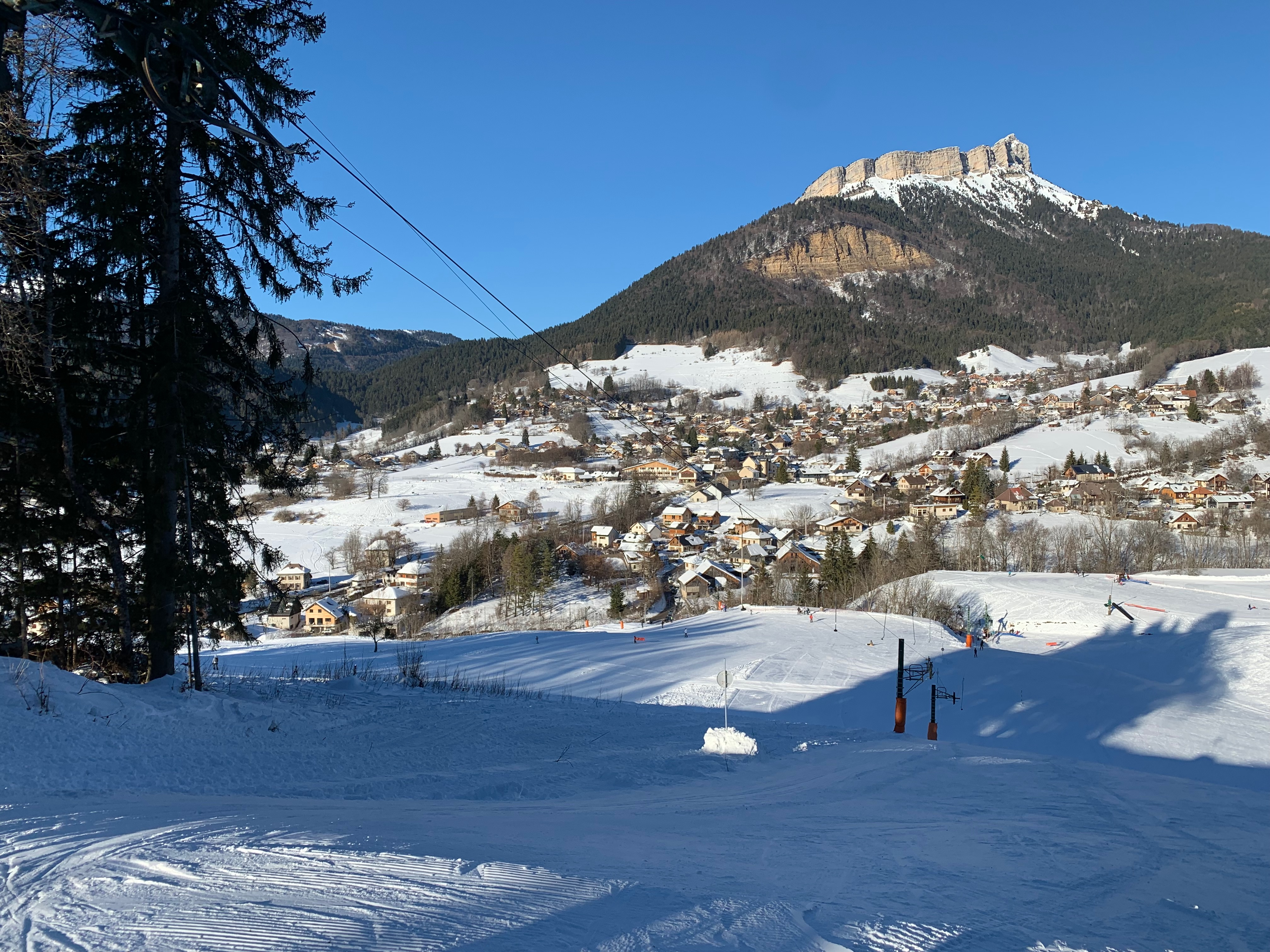
Le domaine de ski alpin et le village du Sappey-en-Chartreuse vus depuis le sommet du téléski Le Trat

Bénéficiant de l'attrait touristique du parc naturel de Chartreuse, la commune dispose d'un foyer de ski de fond et d'un accès au domaine nordique de Chamechaude (41 pistes de ski nordique). Elle dispose également d'un espace de ski alpin doté de 5 remontées mécaniques, culminant à 1370m sur la face Nord-Ouest du Mont Saint-Eynard.

## Culture locale et patrimoine

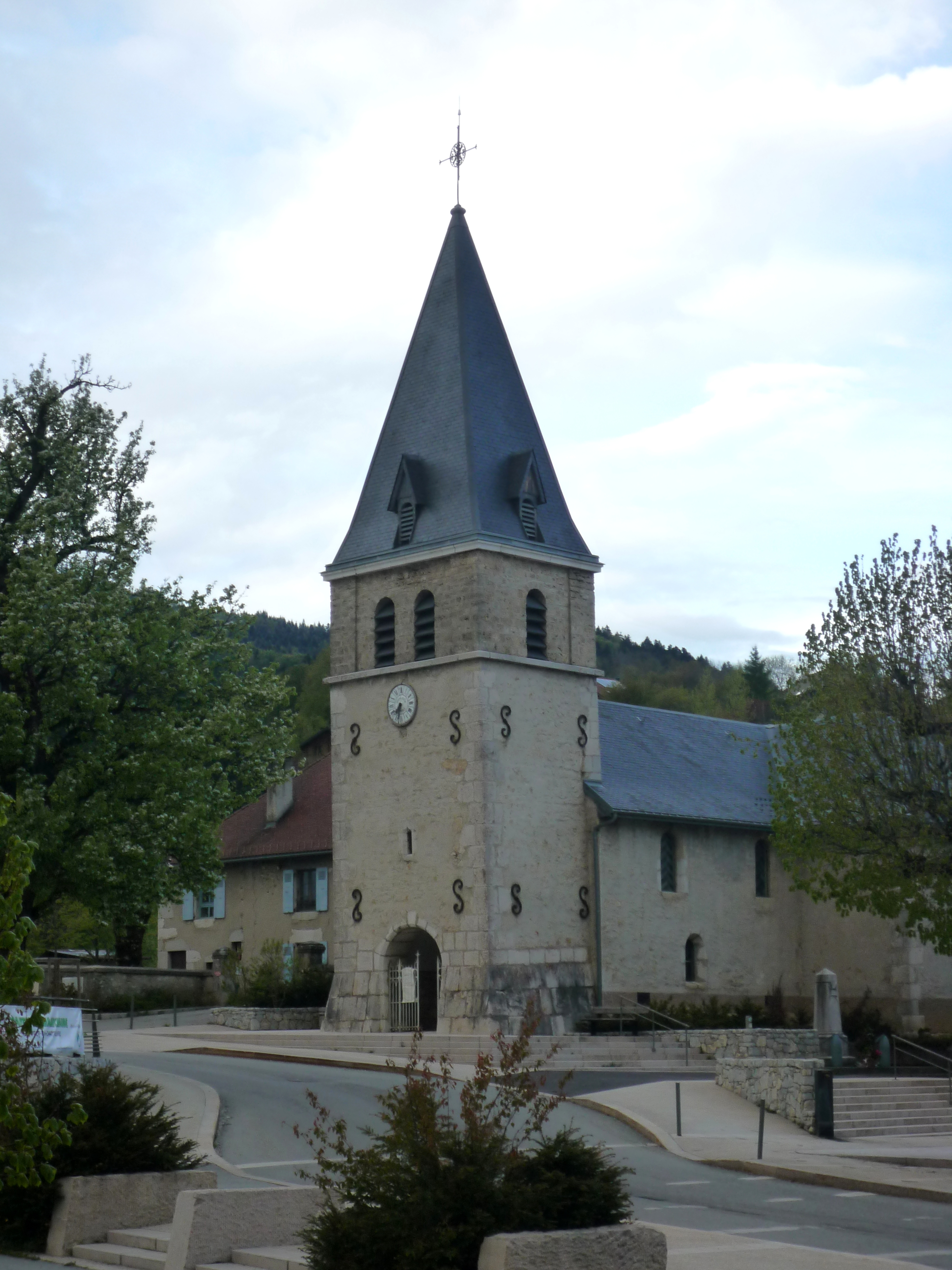
Église du Sappey-en-Chartreuse.

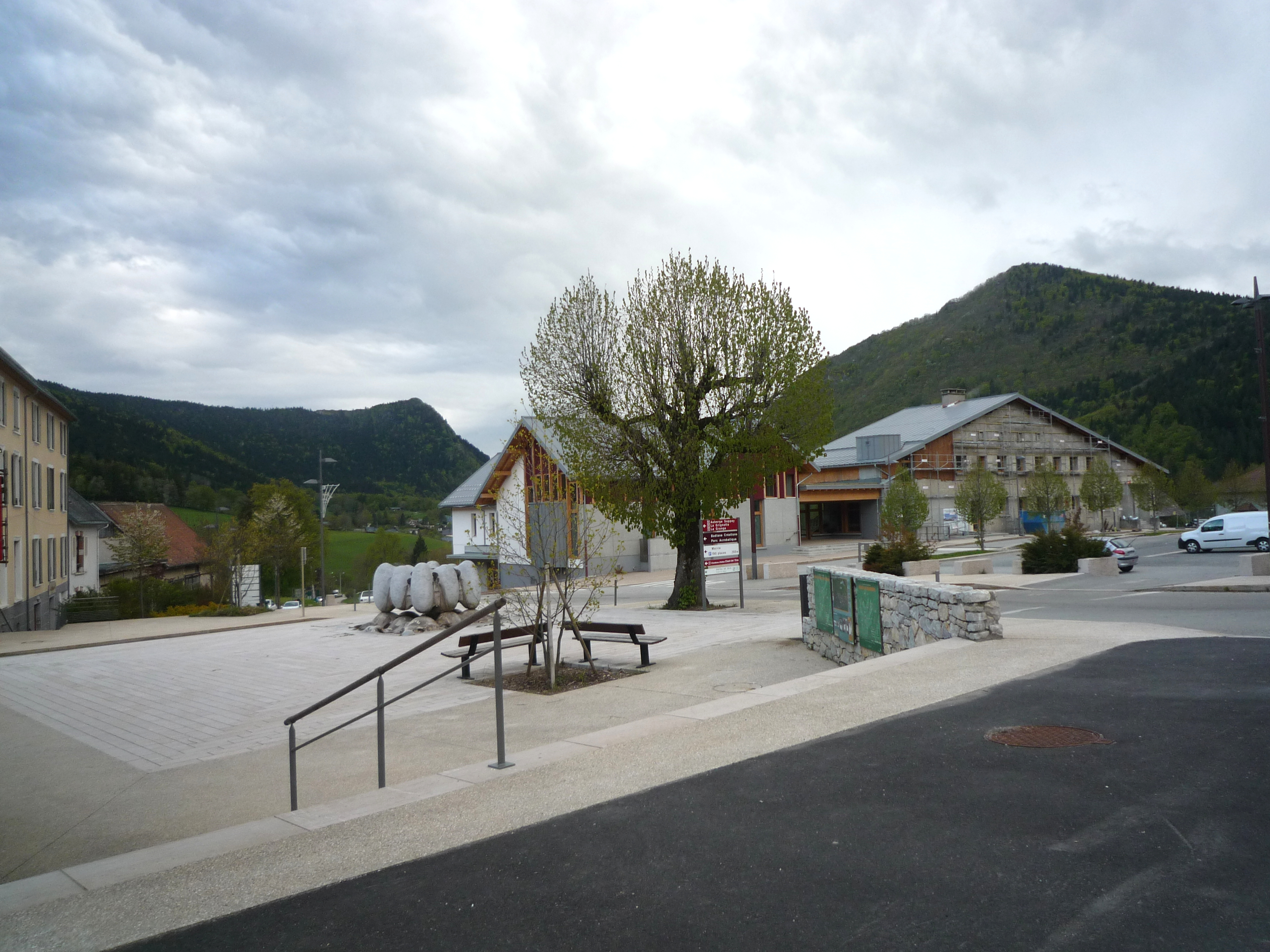
La place.

### Lieux et monuments
- L'église du Sappey date de 1115[18]. Le monument est remanié à deux reprises au XVIIe siècle et au milieu du XIXe siècle quand, avec l'aide des moines de la Grande Chartreuse, il reçoit sa forme actuelle, avec ses deux chapelles latérales et son clocher repris dans la partie supérieure. L'église abrite une cloche en bronze du XVIIe siècle (1665) classée Monuments Historiques, de note ut dièse et portant des inscriptions. Réalisation en 1955 d'un Christ émaillé polychrome de 2,40 m de hauteur par 1,50 m de l'artiste Georges Gimel, ainsi que d'un Chemin de Croix très moderne en ciment peint à la fresque et cloisonné. Les vitraux actuels sont de l'Arcabas.
- Fort du Saint-Eynard, un des sept forts constituant la ceinture fortifiée de Grenoble.

### Patrimoine culturel
- Une bibliothèque fait partie du réseau de bibliothèques « la Petite Chartreuse » qui regroupe les communes de La Tronche, Corenc et du Sappey-en-Chartreuse. Horaires de la bibliothèque sur le site suivant - Horaires de la bibliothèque
- Exposition au fort du Saint-Eynard : reconstitution de la vie du fort.
- Un salon de peinture annuel en juillet.
- La Galerie de Chartreuse. Cette galerie de 53 m2 est située au centre du Sappey. Elle accueille des expositions de peinture, de photographie, de sculpture de tous les artistes de la région et ce tout au long de l’année.
- La Bonne Fabrique est un projet créé par un collectif d’habitants sur les conditions du « bien vivre ensemble » sur un territoire à la fois rural et proche d’une grande agglomération, Grenoble. Le but est de favoriser le lien social intergénérationnel et les rencontres ; de valoriser les ressources du territoire, en termes d’environnement, de moyens, de savoir-faire, dans un esprit de partage et de mutualisation et de développer la dynamique de village, notamment par l’activité économique.

#### Le Sappey-en-Chartreuse au cinéma
Les films Tirez sur le pianiste (1960, avec Charles Aznavour) et La Sirène du Missipi (1969, avec Jean-Paul Belmondo et Catherine Deneuve) réalisés par François Truffaut, ou encore Buffet froid (1979, avec Gérard Depardieu, Bernard Blier et Jean Carmet) réalisé par Bertrand Blier, se déroulent pour partie au Sappey-en-Chartreuse (au Chalet des Neiges notamment).

### Patrimoine naturel
La commune est adhérente au parc naturel régional de Chartreuse.
Le marais des Sagnes, un rare marais d'altitude classé espace naturel sensible, se situe sur son territoire.

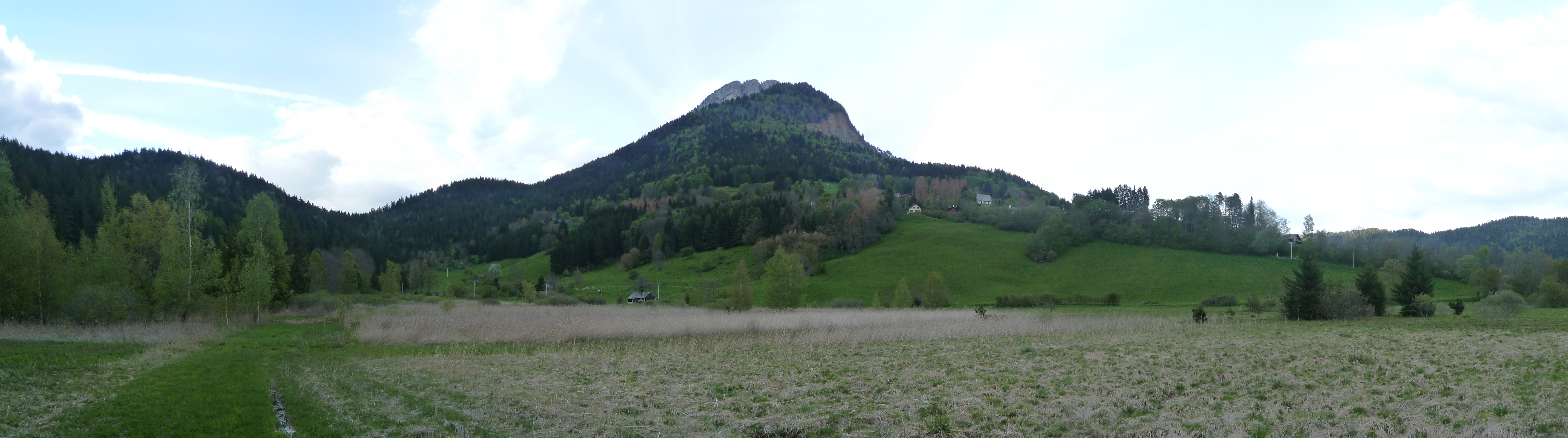
Le marais des Sagnes.

#### Flore
Voir : Flore de la Chartreuse.

#### Faune
Voir : Faune de la Chartreuse.

### Personnalités liées à la commune
- Pierre Beghin : alpiniste et chercheur scientifique.

### Héraldique, logotype et devise
|  | Le Sappey-en-Chartreuse possède des armoiries dont l'origine et le blasonnement exact ne sont pas disponibles. |